# Lycaena elvira
Lycaena elvira är en fjärilsart som beskrevs av Eduard Friedrich Eversmann 1854. Lycaena elvira ingår i släktet Lycaena och familjen juvelvingar. Inga underarter finns listade i Catalogue of Life.